# Phương Minh Hòa
Phương Minh Hòa (sinh năm 1955) là một cựu tướng lĩnh trong Quân đội nhân dân Việt Nam, hàm Thượng tướng. Ông nguyên là Ủy viên Ban Chấp hành Trung ương Đảng Cộng sản Việt Nam khóa X, XI, nguyên Phó Chủ nhiệm Tổng cục Chính trị, nguyên Chính ủy sau đó là Tư lệnh Quân chủng Phòng không-Không quân.
Ngày 28/07/2018, ông bị Ban Bí thư thi hành kỷ luật cảnh cáo. 

## Thân thế sự nghiệp
Ông sinh năm 1955, quê quán tại xã Tản Hồng, huyện Ba Vì, thành phố Hà Nội.
Trước đó, ông từng giữ chức Phó Tư lệnh Quân chủng Phòng không-Không quân
Năm 2005, giữ chức Chính ủy Quân chủng Phòng không-Không quân
Năm 2010, giữ chức Tư lệnh Quân chủng Phòng không-Không quân
Tháng 6 năm 2015, bổ nhiệm giữ chức Phó Chủ nhiệm Tổng cục Chính trị
Năm 2016, ông nghỉ hưu theo chế độ.

## Kỷ luật
Ngày 28/07/2018, ông bị Ban Bí thư thi hành kỷ luật cảnh cáo. Ông Hòa đã vi phạm nguyên tắc tập trung dân chủ và quy chế làm việc; chấp hành không nghiêm quyết định của Quân uỷ Trung ương và Bộ Quốc phòng trong quản lý, sử dụng đất quốc phòng và đất quy hoạch cho mục đích quốc phòng nhưng chưa sử dụng ngay cho mục đích quốc phòng; thiếu trách nhiệm, buông lỏng lãnh đạo, quản lý, thiếu kiểm tra, giám sát để nhiều tổ chức đảng và đảng viên vi phạm bị xử lý kỷ luật, có trường hợp nghiêm trọng phải xử lý hình sự. Ngoài ra, ông đã trực tiếp ký nhiều văn bản về giao đất và phê duyệt phương án làm kinh tế không đúng quy định. 

## Phong tặng
Chưa ghi nhận

## Lịch sử thụ phong quân hàm
| Cấp bậc | Thiếu tướng | Trung tướng | Thượng tướng |  |  |  |  |  |  |  |
|         |             |             |              |  |  |  |  |  |  |  |